# The Singing Man; a Book of Songs and Shadows (Peabody)
The Singing Man; a Book of Songs and Shadows – tomik wierszy amerykańskiej poetki i dramatopisarki Josephine Preston Peabody, opublikowany w 1911 nakładem Houghton Mifflin Company. Zbiorek zawiera między innymi utwory The Singing Man, Rich Man, Poor Man, The Foundling, The Feaster i The Golden Shoes. Wiersze zebrane w tomiku mają wymiar społeczny.